# American Institute of Chemical Engineers

Aktuelles Logo der Gesellschaft

Das American Institute of Chemical Engineers (kurz AIChE) ist ein US-amerikanischer Berufsverband für Chemie- und Verfahrensingenieure.
Der Verband wurde 1908 gegründet und hat heute über 40.000 Mitglieder, viele davon auch von außerhalb der USA.
Das AIChE
- veranstaltet wissenschaftliche Tagungen (etwa das AIChE Annual Meeting),
- verlegt wissenschaftliche Zeitschriften,
- vermittelt Arbeitsstellen.

## Technical Societies (Fachgesellschaften)
Dem AIChE zugeordnet sind Fachgesellschaften, deren Aufgabe die Forschung und Entwicklung in ihren Themenbereichen ist, insbesondere durch die Förderung der Kooperation zwischen der Industrie, staatlichen Stellen und akademischen Einrichtungen. Dies geschieht oft auch durch die Förderung (Sponsoring) akademischer Projekte durch private und staatliche Geldgeber.
Die einzelnen Gesellschaften sind
1. Center for Chemical Process Safety (CCPS) 
 Zentrum für die Sicherheit chemischer Prozesse.
2. Safety and Chemical Engineering Education (SACHE) 
 Fortbildung in Fragen der Sicherheit.
3. Design Institute for Physical Properties (DIPPR) 
 Sammlung von Stoffdaten für die Auslegung chemischer Prozesse.
4. Society for Biological Engineering (SBE) 
 Gesellschaft für Ingenieure, die an biologischen Fragestellungen arbeiten.
5. Institute for Sustainability (IfS) 
 Förderung der Entwicklung neuer, umweltfreundlicher Produkte.